# Lipocheilus carnolabrum
Lipocheilus carnolabrum és una espècie de peix de la família dels lutjànids i de l'ordre dels perciformes.

## Morfologia
- Els mascles poden assolir 50 cm de longitud total.[4][5]

## Hàbitat
És un peix marí d'aigües profundes que viu entre 90-340 m de fondària.

## Distribució geogràfica
Es troba des de la Mar d'Aràbia fins a Vanuatu., les Illes Ryukyu i el nord d'Austràlia.